# 大曼彻斯特警察博物馆
大曼彻斯特警察博物馆（Greater Manchester Police Museum）是一个由原牛顿街警察局改建的博物馆，位于曼彻斯特北区的牛顿街，步行可达皮卡迪利花园和皮卡迪利车站。馆内档案记录大曼彻斯特警察的历史。此处曾为曼彻斯特市警察局、曼彻斯特和索尔福德警察局以及大曼彻斯特警察局的所在地（1879-1979年）。

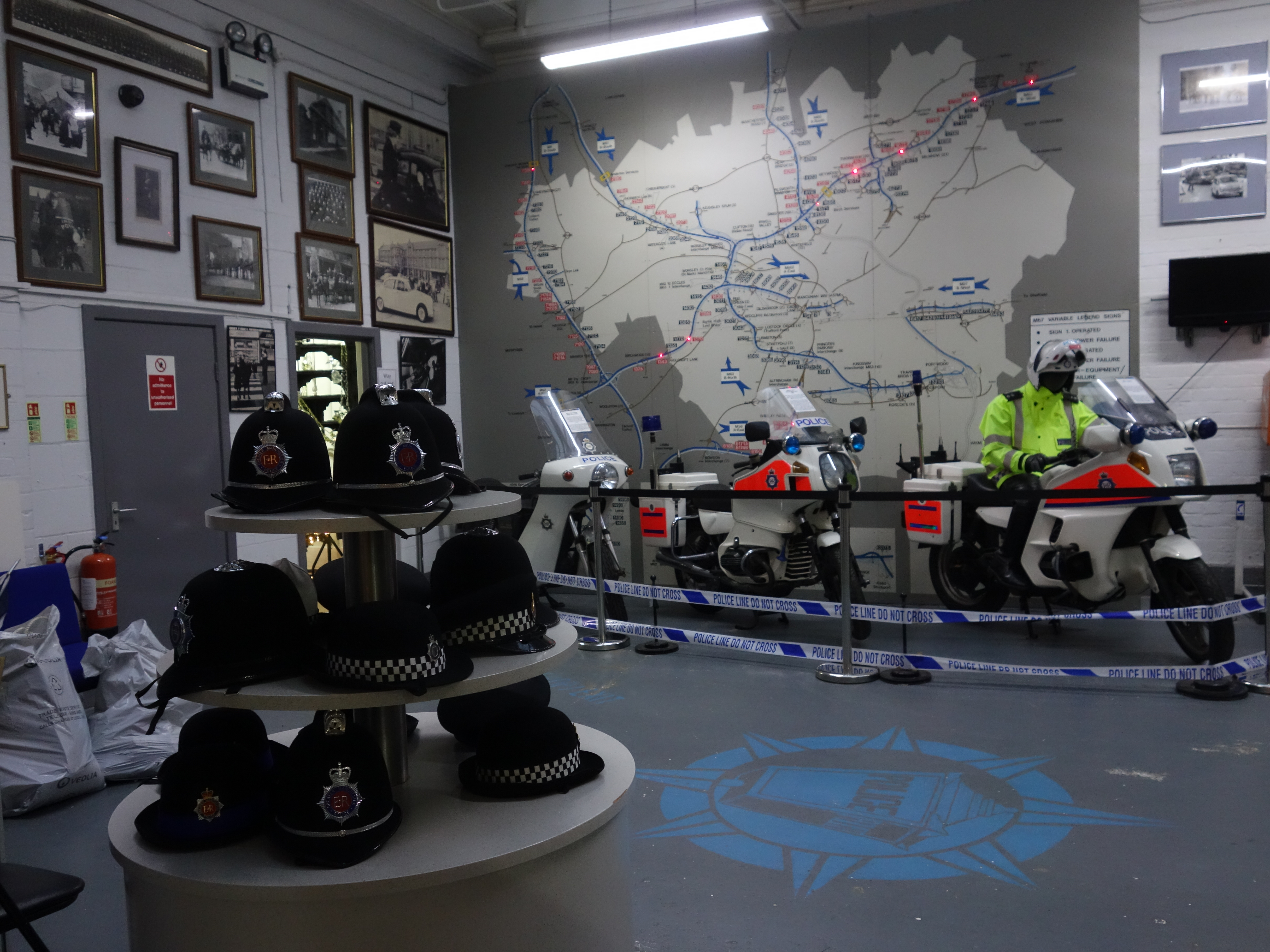

该建筑于1994年列为II级登录建筑。